# Vân Đình
Vân Đình là một xã ngoại thành phía nam Thủ đô Hà Nội, Việt Nam. Đây nguyên là thị trấn huyện lỵ của huyện cũ Ứng Hòa. Ngày 16 tháng 6 năm 2025, Ủy ban Thường vụ Quốc hội ban hành Nghị quyết số 1656/NQ-UBTVQH15, trong đó sắp xếp toàn bộ diện tích tự nhiên, quy mô dân số của thị trấn Vân Đình và các xã Cao Sơn Tiến, Phương Tú, Tảo Dương Văn thành xã mới có tên gọi là xã Vân Đình.

## Địa lý
Xã Vân Đình hiện tiếp giáp với 6 đơn vị hành chính: Ứng Thiên, Ứng Hòa, Phượng Dực, Hòa Xá, Phúc Sơn và Hồng Sơn.
Sông Đáy và sông Nhuệ chảy qua địa bàn của thị trấn. Quốc lộ 21B, tỉnh lộ 75 là tuyến giao thông đường bộ quan trọng nối Vân Đình với Quốc lộ 1.

## Lịch sử
Thị trấn Vân Đình ngày nay là một vùng đất có lịch sử lâu đời. Về mặt địa danh, tên gọi “Kẻ Đình” và tên chữ “Vân Đình” đã khẳng định đây là địa danh cổ. Theo các sách văn hóa, các thần phả, vào thời nhà Đinh, vùng đất “Kẻ Đình” đã là tụ điểm dân cư đông đúc. Vì mang nhiều dấu ấn của Đinh Tiên Hoàng Đế trong cuộc dẹp loạn 12 sứ quân, nên lúc đầu “Kẻ Đình” có tên là “Kẻ Đinh”.
Ngoài ra, cũng có nhiều chia sẻ trước đây Vân Đình là bến cảng nhỏ bên bờ sông Đáy, là nơi tàu bè các nơi tập kết hàng hoá để phân bổ đi các vùng xung quanh. Theo các cụ già kể lại, nhiều tàu của thương nhân đến từ các nơi giao hàng theo phiên chợ, nhưng hết phiên hàng hoá không tiêu thụ hết, và nhiều người đã lưu lại để chờ phiên chợ mới, dần dần nhiều người ở lại làm nơi tập kết hàng hoá.
Ngày 23 tháng 9 năm 2003, Chính phủ ban hành Nghị định số 107/2003/NĐ-CP về việc điều chỉnh địa giới hành chính mở rộng thị trấn Vân Đình. Theo đó, chuyển toàn bộ 391,2 ha diện tích tự nhiên và 9.934 nhân khẩu của xã Tân Phương, huyện Ứng Hòa; 75,76 ha diện tích tự nhiên và 1.480 nhân khẩu (toàn bộ diện tích tự nhiên và dân số của thôn Hoàng Xá với 70,1 ha và 1.122 nhân khẩu, 3,52 ha diện tích và 150 nhân khẩu của thôn Lương Xá và 2,14 ha diện tích và 208 nhân khẩu của thôn Đình Tràng) thuộc xã Liên Bạt; 36,63 ha diện tích tự nhiên và 558 nhân khẩu của xã Phương Tú; 7,5 ha diện tích tự nhiên và 36 nhân khẩu (thôn Thái Bình) thuộc xã Vạn Thái về thị trấn Vân Đình quản lý.
Sau khi điều chỉnh, thị trấn Vân Đình có 539,31 ha diện tích tự nhiên và 13.548 nhân khẩu.

## Văn hóa
Vân Đình là vùng đất văn hóa với nhiều truyền thống tốt đẹp được hình thành trong quá trình phát triển. Là tụ điểm dân cư đông đúc vào thời nhà Đinh, nhân dân Vân Đình đã ủng hộ nghĩa quân Đinh Bộ Lĩnh xóa bỏ tình trạng cát cứ của 12 sứ quân. Góp phần dựng nên quốc gia Đại Cồ Việt vào thế kỷ thứ X, đánh dấu mốc lịch sử quan trọng của dân tộc. Ở thôn Vân Đình có đình Thượng, đình Nhì, đình Ba thờ ba anh em ruột người trang Vân Đình đã mộ binh theo Đinh Bộ Lĩnh dẹp loạn 12 sứ quân. Quán Lục Sĩ ở Thanh Ấm thờ thần Minh Phúc – một tướng của Đinh Bộ Lĩnh có công với nước.
Vân Đình có truyền thống hiếu học lâu đời nơi có những danh nhân nổi tiếng như Dương Khuê, Dương Lâm, Dương Thiệu Tước, Dương Thụ,...
Ngày 23/11/1946, Đại hội Hồng Thập tự Việt Nam lần thứ nhất đã họp tại Vân Đình, Ứng Hòa tỉnh Hà Đông (Hà Tây cũ), chính thức thành lập Hội Hồng thập tự Việt Nam. Đây chính là tổ chức tiền thân của Hội Chữ thập đỏ Việt Nam một tổ chức với tôn chỉ công tác nhân đạo của nhân dân, vì hạnh phúc của nhân dân. Đại hội đã mời Chủ tịch Hồ Chí Minh làm Chủ tịch danh dự và bầu bác sĩ Vũ Đình Tụng là Hội trưởng, tương đương các Chủ tịch sau này
Vân Đình còn nổi tiếng với các đặc sản như vịt cỏ Vân Đình, giò chả Vân Đình, bánh cuốn chả Vân Đình, gốm Vân Đình...

## Kinh tế - xã hội
Thời kỳ bao cấp, Vân Đình quy hoạch là tiểu vùng kinh tế. Tại đây có nhiều nhà máy, xí nghiệp như: Xí nghiệp Gạch ngói, xí nghiệp gốm, xí nghiệp thủy tinh, xí nghiệp Dệt, xí nghiệp nông cụ..Tuy nhiên, sau năm 1990 thì nền kinh tế bao cấp không còn nữa, toàn bộ các nhà máy và xí nghiệp tại đây không thích nghi được với sự canh tranh thị trường và được giải thể.
Hiện nay Vân Đình khá phát triển nhà nằm trên trục đường quốc lộ 21B là tuyến giao thông quan trọng giữa nhiều tỉnh, như Hòa Bình, Hà Nội, Hà Nam, Nam Định, Ninh Bình. Gần thị trấn Vân Đình cũng có khá nhiều làng nghề nổi tiếng như làng Bặt làm bún, làng dệt Phùng Xá, làng may Trạch Xá, đặc biệt làng bún Bặt có một số người nổi tiếng như Bùi Bằng Đoàn, chủ tịch quốc hội thứ hai của Việt Nam và Nguyễn Thượng Hiền, làng Phùng Xá cũng có một số người rất thành đạt như Đỗ Trung Tá, làng Tảo Khê có giáo sư Ngô Huy Cẩn là bố của giáo sư Ngô Bảo Châu... Ở đây có một số ngôi chùa như chùa Thanh Ấm, Quán Thanh Ấm, Quán Ông Đô, chùa Chè, chùa Vân Đình...
Tại làng Vân Đình cổ còn lưu giữ những bức tường được làm và trang trí từ những mảnh sành, mảnh ngói vỡ tạo hình xương cá đầy nghệ thuật và tinh tế. Đó cũng là dấu ấn của một làng nghề gốm phát triển và tồn tại hàng trăm năm về trước ở nơi đây.
Mặc dù do kinh tế thay đổi và phát triển kéo theo sự biến mất dần của những bức tường mảnh sành nhưng nhiều gia đình vẫn cố gắng duy trì và lưu giữ nét đặc trưng của làng nghề.

## Di tích
Làng Vân Đình có các di tích lịch sử đình Thượng, đình Nhì, đình Ba thờ ba anh em ruột người trang Vân Đình đã mộ binh theo Đinh Bộ Lĩnh dẹp loạn 12 sứ quân. Quán Lục Sĩ ở Thanh Ấm thờ thần Minh Phúc Trương Ma Ni– một tướng của Đinh Bộ Lĩnh có công với nước.
Sự tích ghi: vào triều đại nhà Đinh (năm 968-980) ở trang Vân Đình (làng Vân Đình ngày nay) có 3 anh em ruột cùng mẹ sinh ra… Cuối triều Nam Tấn Vương, nhiều anh hùng khởi binh chiếm quận ấp, xưng làm hùng trưởng, chia đất nước thành 12 sứ quân, Đinh Tiên Hoàng khởi nghĩa dẹp loạn, 3 anh em Thần làm thủ lĩnh của đạo quân trang Vân Đình, và cùng tập hợp các nghĩa binh trong vùng về dự hội thề Hoa Lư. Nghĩa binh đánh nhiều trận quan trọng như Đỗ Động Giang, góp sức mạnh vào thắng lợi của cuộc thống nhất đất nước. Năm 968, Đinh Bộ Lĩnh xưng Đại Thắng Hoàng Đế, đặt tên nước là Đại Cồ Việt, phong hầu cho các bộ tướng, ba anh em lập nhiều chiến công được phong quan chức. Đệ Hoàn không ra làm quan, ở nhà phụng dưỡng cha mẹ, 3 anh em được phong làm hùng trưởng và hưởng thực ấp tại Vân Đình.
Đình Thanh Ấm được xây dựng từ khoảng cuối thế kỷ XIV, đầu thế kỷ XV, trên địa bàn thôn Thanh Ấm, thị trấn Vân Đình, huyện Ứng Hòa. Đình thờ Thành hoàng làng là Minh Phúc Đại vương - một vị tướng có công lớn giúp Đinh Tiên Hoàng dẹp loạn 12 sứ quân, thống nhất đất nước.
Đình Hoàng Xá thuộc địa phận thôn Hoàng Xá, thị trấn Vân Đình. Đình được xây dựng vào cuối thế kỷ XVI. Đình thờ vị thành hoàng làng là thần Quý Minh - một trong Tam vị Đức Thánh Tản. Biểu hiện của sự sinh sôi, hạnh phúc, phồn thịnh.